# Aneurin Barnard

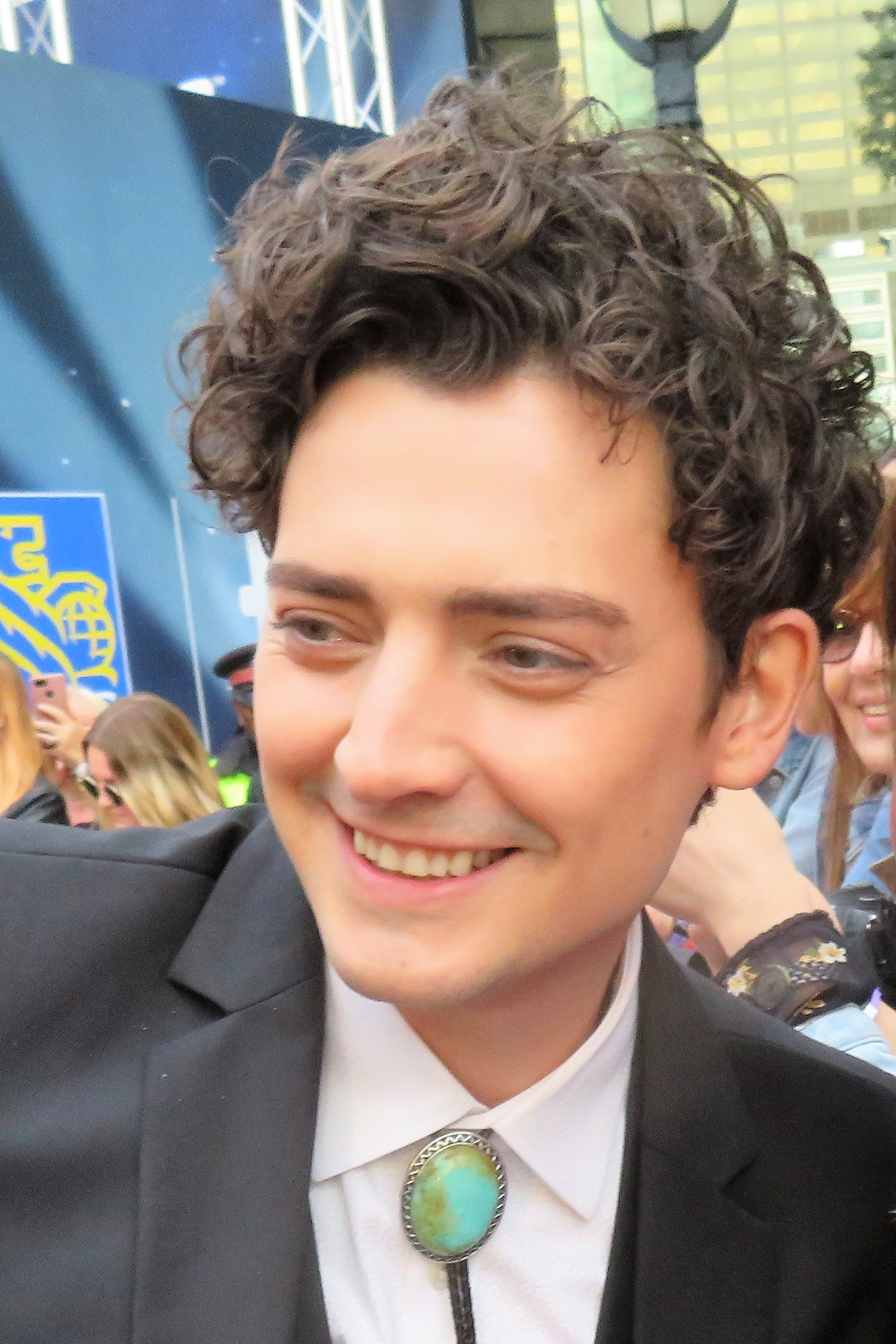
Aneurin Barnard (2019)

Aneurin Barnard (* 8. Mai 1987 in Ogwr, Wales) ist ein walisischer Filmschauspieler.

## Leben
Aneurin Barnard stammt aus einfachen Verhältnissen. Sein Vater Terry ist Minenarbeiter, seine Mutter June Arbeiterin in einer Fabrik. Aneurin hat auch eine Schwester, Ceri. Seine Muttersprache ist Walisisch. Barnard wuchs in Rhondda Cynon Taf, einem Borough im Süden von Wales heran, wo er die Schule in der Kleinstadt Llanharry absolvierte. Als junger Mann ging Barnard nach Cardiff, wo er 2008 den Abschluss am dortigen Royal Welsh College of Music & Drama erwarb.
Seine Filmkarriere begann im Jahr 2003, als er in der britischen Bibelserie Jacob's Ladder den jungen Prinzen Jonatan verkörperte. Es folgten weitere kleinere Rollen, darunter 2011 im Mittelalterfilm Ironclad – Bis zum letzten Krieger. Barnard hat auch in Horrorfilmen die Hauptrolle verkörpert, darunter 2012 in Citadel und im selben Jahr in Elfie Hopkins.
2013 erfolgte sein Durchbruch, als er in der Miniserie The White Queen den englischen König Richard III. verkörperte. Im Jahr 2015 spielte er in Killing Jesus, einer biblischen Literaturverfilmung, die Rolle des Jakobus des Älteren. 2022 erschien die Serie 1899 auf Netflix, in der Barnard mitwirkte.

## Filmografie
- 2008: Casualty (Fernsehserie, 1 Folge)
- 2011: Ironclad – Bis zum letzten Krieger (Ironclad)
- 2013: Mary Queen of Scots
- 2013: The White Queen (Miniserie)
- 2013: Der Abenteurer – Der Fluch des Midas (The Adventurer: The Curse of the Midas Box)
- 2013: Linda’s Child – Unterschätze nie, wozu eine Mutter fähig ist (The Truth About Emanuel)
- 2013: Agatha Christie’s Marple (Fernsehserie, 1 Folge)
- 2015: Killing Jesus (Miniserie)
- 2016: Thirteen – Ein gestohlenes Leben (Thirteen, Miniserie)
- 2016: Krieg und Frieden (War & Peace, Miniserie)
- 2017: Holodomor – Bittere Ernte (Bitter Harvest)
- 2017: Dunkirk
- 2017: SS-GB (Fernsehserie)
- 2017: Mozart in Love – Intermezzo in Prag (Interlude in Prague)
- 2018: Dead in a Week: Or Your Money Back
- 2019: David Copperfield – Einmal Reichtum und zurück (The Personal History of David Copperfield)
- 2019: Der Distelfink (The Goldfinch)
- 2019: Marie Curie – Elemente des Lebens (Radioactive)
- 2019: Inspector Barnaby (Midsomer Murders, Fernsehserie, 1 Folge)
- 2020: Barkskins (Fernsehserie)
- 2022: Peaky Blinders – Gangs of Birmingham (Peaky Blinders, Fernsehserie, 3 Folgen)
- 2022: 1899 (Fernsehserie)
- 2024: Timestalker
- 2024: Doctor Who (Fernsehserie, Folge 1x04)